# Justin Isfeld
Justin Isfeld est un acteur et réalisateur américain né le 25 septembre 1980 en Californie (États-Unis), qui s'est fait connaître par son rôle de Justin dans la série de films American Pie.

## Biographie
En 2016, Justin Isfeld se lance dans la réalisation cinématographique avec un premier projet de long métrage To Here Knows When. 

## Filmographie
acteur
- 1992 : Melrose Place (série télévisée) : Martin Bonds
- 1992 : Delta (en) (série télévisée)
- 1992 : Lorenzo's Oil
- 1993 : Tainted Blood (téléfilm) : Mikey Patterson
- 1993 : Reasonable Doubts (série télévisée) : Johnny Kohut
- 1993 : Shameful Secrets (téléfilm) : Jason
- 1993 : Les Quatre Dinosaures et le Cirque magique (voix)
- 1994 : Roseanne (série télévisée)
- 1995 : Ice Cream Man : Johnny Spodak
- 1996 : Sticks & Stones : Joey
- 1999 : American Pie : Justin
- 2001 : American Pie 2 : Justin
- 2003 : American Pie : Marions-les ! (American Wedding) : Justin
- 2008 : Fraternity House : Evan
- 2012 : American Pie 4 (American Reunion)